# Chibchanomys
Chibchanomys (Voss, 1988) è un genere di roditori della famiglia dei Cricetidi.

## Descrizione

### Dimensioni
Al genere Chibchanomys appartengono roditori di piccole dimensioni, con lunghezza della testa e del corpo tra 102 e 125 mm, la lunghezza della coda tra 115 e 133 mm e un peso fino a 41 g.

### Caratteristiche craniche e dentarie
Il cranio presenta le ossa nasali lunghe, un rostro sottile e una zona inter-orbitale stretta. La scatola cranica è rotonda, i fori sopra-orbitali si aprono lateralmente all'interno delle orbite. Sono presenti 13-14 paia di costole.
Sono caratterizzati dalla seguente formula dentaria:

### Aspetto
La pelliccia è lunga, soffice, densa e lanosa. Le parti dorsali sono grigio-nerastre, mentre le parti ventrali sono bianco-argentate. Le orecchie sono ridotte e parzialmente nascoste nella pelliccia. Le zampe posteriori sono larghe ed hanno una frangiatura di peli rigidi lungo i bordi esterni, adattamento a una vita acquatica. La coda è uniformemente scura. Le femmine hanno 3 paia di mammelle. È presente la cistifellea.

## Distribuzione
Il genere è diffuso nella parte occidentale dell'America meridionale, dalla Colombia al Perù.

## Tassonomia
Il genere comprende 2 specie:
- Chibchanomys orcesi
- Chibchanomys trichotis